# Javicia Leslie
Javicia Leslie (Augusta, 30 maggio 1987) è un'attrice statunitense di origine tedesca, nota per il ruolo della protagonista nella seconda e terza stagione della serie televisiva Batwoman.
Dopo aver ottenuto il suo primo ruolo rilevante nel film per Lifetime Swim at Your Own Risk (2016), ha fatto parte del cast della serie drammatica di BET The Family Business (dal 2018) e della serie della CBS God Friended Me (2018-2020). In seguito nel 2019 ha recitato come protagonista nel film Always a Bridesmaid. Nel 2021, Leslie è stata scelta per interpretare il ruolo principale dalla seconda stagione della serie di supereroi della CW Batwoman.

## Biografia

### Formazione
Leslie è nata in una famiglia di militari il 30 maggio 1987 ad Augsburg, in Germania. La sua famiglia si è trasferita nel Maryland, dove è cresciuta a Upper Marlboro. Ha frequentato l'Università di Hampton dove è apparsa in produzioni di Seven Guitars, For Colored Girls e Chicago.

### Carriera
Dopo la laurea, Leslie si è trasferita a Los Angeles per intraprendere la carriera di attrice. È apparsa nella serie di BET The Family Business ed è comparsa nel film del 2019 Always a Bridesmaid. In precedenza è stata nel cast di God Friended Me dal 2018 al 2020, dove interpretava la sorella del personaggio di Brandon Micheal Hall. Nel 2020, Leslie è stata scelta per il ruolo della protagonista di Batwoman dopo l'addio della protagonista originale Ruby Rose. Ha interpretato Ryan Wilder, un personaggio originale creato per lo show, che assume il ruolo di Batwoman nella seconda stagione, comparso tra gli altri nell'ottava stagione di The Flash. Dopo la cancellazione della serie nell'aprile 2022, è tornata a recitare per l'Arrowverse nei panni del nemico di Flash Red Death in episodi della stagione finale del personaggio girati nel 2022 e trasmessi nel 2023.

### Vita privata
Leslie è bisessuale. È cristiana e pratica il muay thai.

## Filmografia

### Cinema
- Always a Bridesmaid, regia di Shaun Paul Piccinino (2019)
- Roped, regia di Trey Haley (2020)
- We Are Gathered Here Today, regia di Paul Boyd (2022)
- Double Life, regia Martin Wood (2023)

### Televisione
- Chef Julian – serie TV, 22 episodi (2015–2017)
- Non ti libererai di me (Killer Coach), regia di Lee Friedlander – film TV (2016)
- Swim at Your Own Risk – film TV (2016)
- Hello Cupid Reboot – webserie, 10 episodi (2016) – Mo
- Prototype – film TV (2017)
- Broke & Sexy – serie tv, 1 episodio (2017)
- Kat – episodio pilota (2017)
- MacGyver – serie tv, 2 episodi (2017–2018)
- Noches con Platanito – serie TV, 1 episodio (2018)
- The Family Business – serie TV, 11 episodi (2018–) – Paris Duncan
- God Friended Me – serie TV, 42 episodi (2018–2020) – Ali Finer
- Make It Work! – special televisivo (2020)
- Batwoman – serie TV, stagioni 2-3 (2021-2022) – Ryan Wilder/Batwoman
- The Flash – serie TV, 5 episodi (2021, 2023) – Ryan Wilder/Batwoman/Red Death
- High Potential – serie TV (2024-in produzione)

## Doppiatrici italiane
Nelle versioni in italiano delle opere in cui ha recitato, Javicia Leslie è stata doppiata da:
- Ughetta D'Onorascenzo in God Friended Me, Batwoman
- Benedetta Degli Innocenti in High Potential